# Протоколи сіонських мудреців
«Протоколи сіонських мудреців» (точна назва — «Протоколи засідань Всесвітнього союзу франкмасонів і сіонських мудреців») — всесвітньо відома історична збірка сфальшованих текстів, яку публікатори представляли як документи всесвітньої єврейської змови, за ствердженням Сергія Нілуса складеними з доповідей учасників напівтаємного першого Сіоністського конгресу у Базелі 1897 року. Згідно з наступними історичними дослідженнями, протоколи були сфабриковані російською таємною поліцією з метою перенести відповідальність за політичні й соціальні проблеми на єврейські громади Росії. Відомий своєю прихильністю до антисемітизму цар Микола ІІ, дізнавшись про те, що «протоколи» сфабриковані людьми з його таємної поліції, заборонив їх публікацію в Росії.

## Історія

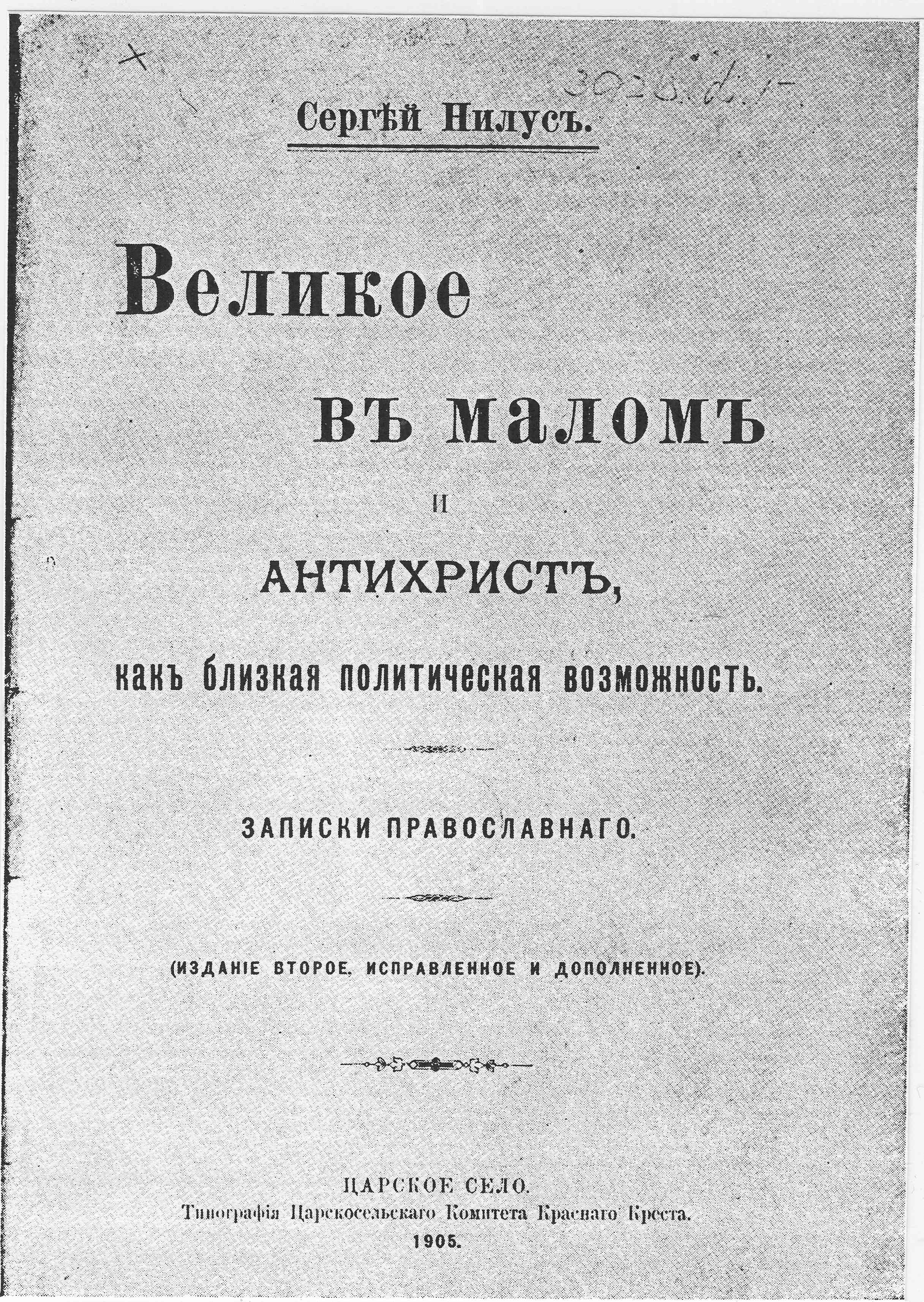
Світлина обкладинки книги Сергія Нілуса 1905 року «Велике у малому. Антихрист.» у якій було опубліковано «Протоколи сіонських мудреців».

Восени 1901 р. до рук письменника Сергія Нілуса потрапив рукопис французькою мовою — протоколи 24 секретних засідань керівників чи то таємничої масонської ложі, чи то з'їзду «Загального Союзу Ізраелітів» (скорочено — Аліт). Нілус збирався видати ці документи, але його випередили. У 1903 році журналіст Паволакій Крушеван надрукував документ у петербурзькій газеті «Знамя», а потім Георгій Бутмі (Кацман) видав текст ПСМ окремою книжкою під заголовком «Корінь наших бід». Всього вийшло шість петербурзьких видань Бутмі (з 1905 по 1907 роки) під назвою «Викривальні промови. Вороги роду людського», у Казані — одне видання в 1907 році під назвою «Витяги з давніх і сучасних протоколів Сіонських мудреців». Були й анонімні видання.
Російський текст «Протоколів» під редакцією Нілуса з'явився у 1905 році як додаток до його книги «Велике в малому, або Антихрист як близька політична можливість», і справив сильне враження на російське суспільство. В результаті першої революції багато людей щиро були схильні шукати коріння проблем у світовій сіоністській змові. Особливо з огляду на значний єврейський прошарок у середовищі революціонерів. У 1911 році і в 1917 році Нілус двічі передрукував «Протоколи» в друкарні Трійце-Сергієва монастиря.
У 1906 році «Протоколи» дійшли до царя Миколи II, який поставився до них з довірою. Міністр внутрішніх справ Петро Столипін призначив комісію з розслідування справи про походження цього «твору». Комісія провела кропітку роботу і зробила висновок, що «Протоколи» є фальсифіковані, бо вперше вони з'явилися в Парижі в антисемітських колах французькою мовою у 1897-1898 роках.
Столипін поїхав з доповіддю про фальшивку до царя, і повідомив йому, що має намір офіційно заборонити розповсюдження «Протоколів» в Росії. Цар схвалив доповідь, «Протоколи» були заборонені, і більше не могли відкрито публікуватися. Не всі в суспільстві погодилися з версією про підробку, але справа зійшла нанівець, і великого поширення «Протоколи» в Росії не отримали.

## Дослідження

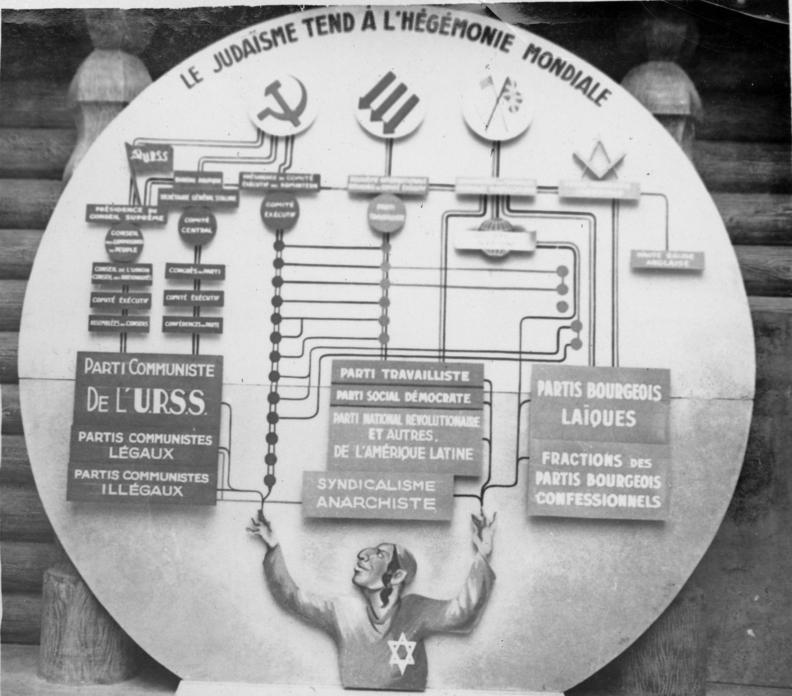
Німецький плакат 1942 року в окупованому Парижі зображає єврейське панування над світом через радянський комунізм, масонство, анархізм, соціал-демократію й соціалізм

Вивезена з країни російськими емігрантами частина примірників книг Нілуса «Близ есть, при дверех», що залишилася, почала поширюватися Європою та Америкою. З 1919 року текст ПСМ почали перекладати на іноземні мови. «Протоколи» перекладено на 80 мов. Темі «Протоколів» у світі присвячено не менше чотирьохсот книг і чотирьох тисяч статей.
Про автентичність та авторство «Протоколів сіонських мудреців» існує кілька думок. Несправжній характер протоколів вперше показав в 1921 році ірландський дослідник Філіп Грейвз, опублікувавши дослідження в газеті The Times, де продемонстрував очевидну схожість протоколів на сатиру французького юриста Моріса Жолі про Наполеона III, опубліковану в 1864 році під назвою «Діалог у пеклі між Монтеск'є і Макіавеллі». Подальші дослідження, зокрема, російського історика Володимира Бурцева, показали, що протоколи були скомпоновані посадовими особами російської таємної поліції з текстів сатири Жолі, фантастичного роману (Біарріц) Германа Гедше (1868), та інших джерел. Вчені Делевський, Бурцев, Кон і їхні послідовники запевняють, що авторами ПСМ були співробітники шефа російської таємної поліції Петра Рачковського — Головинський і Манасевич-Мануйлов. Останні нібито сфабрикували ПСМ в Паризькій національній бібліотеці за зразком памфлету «Діалог в пеклі між Монтеск'є й Макіавеллі».
У Швейцарії єврейські організації виступили проти публікації «Протоколів» місцевою організацією нацистів і подали на видавців до суду. На процесі, який проходив у Берні в жовтні 1934 і травні 1935, було проведено розслідування походження «Протоколів». Процес викликав величезний інтерес у всьому світі, на ньому були присутні численні журналісти. Як свідки викликалися, в числі інших, російські емігранти, котрі мали наприкінці XIX століття контакти з працівниками паризького бюро російського Охоронного відділення. Згідно зі свідченнями Катерини Радзівілл, «Протоколи» були сфабриковані за вказівкою голови паризького філії охранки П. І. Рачковського. Катерина Радзівілл стверджувала, що російський журналіст Матвій Головинський показав їй у її паризькій резиденції копію Протоколів, яку він написав у 1904—1905 роках за допомогою Рачковського і Мануїлова. Ця версія, однак, суперечить тому, що перший варіант «Протоколів» з'явився у пресі в 1903 році в журналі «Знамя». Один з координаторів Бернського процесу історик-архівіст Борис Ніколаєвський у приватному листі писав, що «Рачковський ні за яких обставин не міг бути причетним до підготовки протоколів», однак висловлювати свою думку на суді не став, бо «це був би удар в спину для російських експертів і об'єктивно дезорганізувало б кампанію проти Гітлера».
Суд своїм рішенням визнав «Протоколи» підробкою і виніс вирок про те, що це «непристойне видання». Проте через занадто вільне трактування слова «непристойний» вирок був скасований апеляційною інстанцією в листопаді 1937. При цьому апеляційний суд відмовив відповідачам у відшкодуванні збитків, а у заключній промові судді підтвердили сфабрикований характер «Протоколів». Один зі свідків на Бернському процесі 1934—1935 «Протоколів» Володимир Бурцев видав книгу «Протоколи сіонських мудреців. Доведена фальсифікація», де ще раз підтвердив, що «Протоколи» є сфабрикованою фальсифікацією і не мають ніякої історичної достовірності.

## Зміст
Були опубліковані 24 протоколи, в яких містяться інструкції для встановлення повного контролю над світом, проникнення у структури влади світу, вигоєння інших вірувань. У них описуються різні способи обману «націй-гоїв». Основні теми протоколів наведені в таблиці
| № протоколу | Тема |
| ----------- | --- |
| 1           | Загальний вступ |
| 2, 9, 12    | Пропаганда всіх ідей, здатних підірвати укладений порядок в політиці, в тому числі дарвінізм, марксизм, ніцшеанство, лібералізм, соціалізм, комунізм, анархізм і утопізм                                                         |
| 4           | Матеріалізм |
| 5           | Світовий уряд |
| 7           | Світові війни |
| 10          | Створення катастроф, спрямованих проти власного народу, і обґрунтування цих дій високими моральними спонуканнями |
| 11          | Загальне виборче право |
| 11, 12, 17  | Скорочення громадянських свобод в ім'я перемоги над ворогами світу |
| 13          | Створення враження наявності свободи в пресі, свободи слова, демократії та прав людини для прикриття фактичного пригнічення |
| 14          | Технології відволікання уваги |
| 14, 17      | Порнографічна література |
| 16          | Руйнування християнства, інших релігій та культур; потім перехідний етап атеїзму, а потім гегемонія юдаїзму |
| 20          | Технології промивання мізків |
| 21          | Економічні депресії |
| 22          | Підрив фінансової системи шляхом зовнішніх позик, створення національних банкрутств, руйнування грошових ринків і заміна їх з державними кредитними установами                                                                   |
| 23          | Реабілітація попередніх злодіянь і передчуття нового суспільства |
| 24          | Скорочення виробництва виробів розкоші, знищення великих виробників, заборона на алкоголь і гашиш, розв'язування сил насильства під маскою принципів свободи. І лише «Цар Юдейський» поверне все це і тим самим стане рятівником |
| 25          | Навчання царя, прямих спадкоємців, незалежно від зовнішніх моральних цінностей |

## «Протоколи» в ХХІ столітті
Деякі журналісти досі вважають «Протоколи» справжнім документом та звертають на них увагу в ЗМІ. Так, колумніст саудівського державного видання Al-Yawm в листопаді 2012 року написав, що сіоністи мають диявольський план захоплення Світу, який викладений в «Протоколах» та який вони втілюють з 1897 року.